# Live Tour 2006
Tournées par Lorie
Week End Tour
(2004) Le Tour 2Lor
(2008)
Live Tour 2006 est la troisième tournée de la chanteuse française Lorie, pour promouvoir son quatrième album studio Rester la même. Cette tournée a réuni plus de 250 000 spectateurs sur 50 dates.

## Caractéristiques
- Plus de 250 000 spectateurs.
- La tournée a duré du 28 janvier au 15 avril 2006 et s'est étalée sur 48 dates dans toute la France, la Belgique et la Suisse.
- Durée du CD : 1 heure 42 minutes.
- Durée du DVD : 1 heure 47 minutes + 1 heure 7 minutes de bonus.
- 17 danseurs et musiciens.
- 90 costumes.

## Programme
1. Intro (2:01)
2. On chante (5:39)
3. Je fonce (5:21)
4. La Positive attitude (6:07)
5. Fashion victim' (6:37)
6. Week-end (4:37)
7. Mille et une nuits (5:18)
8. Quand tu danses (4:58)
9. Rester la même (4:31)
10. Si demain… (7:09)
11. Game Over (3:19)
12. SOS (8:59)
13. Medley (7:30)
  1. Toute seule
  2. J'ai besoin d'amour
  3. Ne me dis rien
  4. Ensorcelée
  5. Sur un air latino
14. Toi et moi (3:32)
15. Pas comme les autres (4:33)
16. Ange et démon (4:35)
17. Un amour XXL (3:23)
18. Santiago de Cuba (5:10)
19. Parle-lui (4:15)
20. Parti pour zouker (8:14)
21. Générique de fin (1:20)

(Durées sur le DVD)

## Liste des concerts
| Live Tour 2006 · (Villes d'accueil) Dijon Lille Nancy Strasbourg Amnéville Reims Caen Rennes Le Mans Morlaix Lanester Nantes Pau Bordeaux La Rochelle Orléans Angers Bruxelles Douai Rouen Paris Genève Lyon Cournon Toulouse Avignon Toulon Nice Grenoble Albertville Besançon |

## Album et DVD
Albums de Lorie
Rester la même
(2005) 2lor en moi ?
(2007)
Live Tour 2006 est le troisième album et DVD live de la chanteuse française Lorie. Le DVD a été certifié triple platine en France. L'album a été vendu à plus de 45 000 exemplaires en France et n'a pas été certifié.

### Versions du CD et du DVD commercialisées
- La version 2 CD contient les 19 titres du concert ainsi que 3 remixes du titre Fashion victim'.
- La version DVD contient 20 titres live ainsi que plus d'1 h 20 de bonus sur les coulisses du concert.
- La version DVD collector comprenant le DVD du concert ainsi que deux pins a été commercialisée dans une boîte en métal édition limitée.

### Bonus CD
1. Fashion victim' (Snoop Remix) (4:03)
2. Fashion victim' (London Remix) (3:53)
3. Fashion victim' (80's Enola Remix) (3:55)

### Bonus DVD
1. Making Of (44:13)
2. Poisson d'avril (8:48)
3. Tournage des interludes (6:59)
4. Essayage des costumes (6:46)
5. Répétitions des chorégraphies (9:14)
6. Les fans en Live (6:08)

### Classement des ventes
| Classement hebdomadaire |                    |                    |
| Pays                    | Meilleure position | Meilleure position |
| Pays                    | CD                 | DVD                |
| France                  | 27                 | 2                  |
| Belgique                | 19                 | 1                  |

| Classement annuel |                    |                    |
| Pays              | Meilleure position | Meilleure position |
| Pays              | CD                 | DVD                |
| France            | 171 (2006)         | 6 (2006)           |
| Belgique          | —                  | 7 (2006) 24 (2007) |